# Rothia (plante)
Genre
Rothia est un genre de plantes à fleurs dicotylédones de la famille des Fabaceae, sous-famille des Faboideae, originaire des régions tropicales d'Afrique, d'Asie et d'Australasie,  qui compte deux d'espèces acceptées.

## Étymologie
Le nom générique, « Rothia », est un hommage à Albrecht Wilhelm Roth (1757–1834) médecin et botaniste allemand.

## Liste d'espèces
Selon The Plant List (1 octobre 2018) :
- Rothia hirsuta (Guill. & Perr.) Baker
- Rothia indica (L.) Druce